# 拉迪萨夫·丘尔契奇
拉迪萨夫·丘尔契奇（1965年9月26日—），塞尔维亚前职业篮球运动员。